# Renan Gallina
Renan Correa de Lima Gallina (* 15. März 2004 in Maringá) ist ein brasilianischer Leichtathlet, der sich auf den Sprint spezialisiert hat. 2023 siegte er über 200 Meter und in der 4-mal-100-Meter-Staffel bei den Panamerikanischen Spielen in Santiago de Chile.

## Sportliche Laufbahn
Erste Erfahrungen bei internationalen Meisterschaften sammelte Renan Gallina im Jahr 2021, als er bei den U20-Südamerikameisterschaften in Lima mit der brasilianischen 4-mal-100-Meter-Staffel in 41,01 s die Goldmedaille gewann. Anschließend wurde er bei den U20-Weltmeisterschaften in Nairobi im Vorlauf disqualifiziert. Im September siegte er in 41,41 s mit der Staffel bei den U18-Südamerikameisterschaften in Encarnación und sicherte sich in 10,65 s die Silbermedaille im 100-Meter-Lauf. Im Jahr darauf schied er bei den U20-Weltmeisterschaften in Cali mit 10,56 s in der ersten Runde über 100 Meter aus und erreichte im 200-Meter-Lauf das Halbfinale, in dem er mit 20,98 s ausschied. Zudem verpasste er im Staffelbewerb mit 40,24 s den Finaleinzug. Im September stellte er in Brasilien mit 20,12 s einen neuen U20-Südamerikarekord über 200 Meter auf und pulverisiert damit die bisherige Bestmarke des Kolumbianers Bernardo Baloyes aus dem Jahr 2013 um mehr als drei Zehntelsekunden. Kurz darauf siegte er bei den U23-Südamerikameisterschaften in Cascavel mit neuen Meisterschaftsrekord von 20,15 s und gewann mit der Staffel in 39,61 s die Silbermedaille hinter dem Team aus Kolumbien. 2023 siegte er bei den U20-Südamerikameisterschaften in Bogotá mit neuem Meisterschaftsrekord von 10,01 s und egalisierte damit auch den bestehenden U23-Südamerikarekord. Als großer Favorit über 200 Meter verletzte er sich im Vorlauf und verpasste den Finaleinzug. Zudem gewann er mit der 4-mal-100-Meter-Staffel in 39,80 s die Silbermedaille. Im August siegte er in 20,44 s über 200 Meter bei den U20-Panamerikameisterschaften in Mayagüez und schied über 100 Meter mit 10,81 s im Vorlauf aus. Anschließend erreichte er bei den Weltmeisterschaften in Budapest das Halbfinale, in dem er mit 20,43 s ausschied. Anfang November siegte er dann in 20,37 s bei den Panamerikanischen Spielen in Santiago de Chile und sicherte sich im Staffelbewerb in 38,68 s gemeinsam mit Rodrigo do Nascimento, Felipe Bardi und Erik Cardoso. Bei den World Athletics Relays 2024 auf den Bahamas verpasste er mit der Staffel zunächst eine Direktqualifikation für die Olympischen Spiele in Paris. Im August schied er dort über 200 Meter mit 20,60 s im Halbfinale aus und verpasste mit der Staffel mit 38,73 s den Finaleinzug.
2025 belegte er bei den Südamerikameisterschaften in Mar del Plata in 21,03 s den siebten Platz über 200 Meter.

## Persönliche Bestzeiten
- 100 Meter: 10,01 s (+1,9 m/s), 19. Mai 2023 in Bogotá (brasilianischer U20-Rekord)
- 200 Meter: 20,12 s (+0,38 m/s), 18. September 2022 in Cuiabá (brasilianischer U20-Rekord)